# Panamane
El panamane ([panaˈman]) es un idioma artificial creado por el panameño Manuel E. Amador en 1922, recopilado en el libro Fundamentos del panamane: lengua universal en 1936.

## Historia
En la década de los años 1907, Manuel E. Amador, hijo del primer presidente de Panamá, Manuel Amador Guerrero, se trasladó a Nueva York para ejercer como cónsul de Panamá en dicha ciudad. En la década de 1910, comenzó a interesarse por la música y la lingüística, en paralelo a sus aficiones artísticas existentes. En ese tiempo, aprendió el idioma internacional esperanto y se convirtió en esperantista, aunque abandonó el movimiento en 1922 después de una reunión del club esperantista de Nueva York en Greenwich Village, donde preguntó por qué el Esperanto no había tenido éxito. Al regresar a su hogar, Amador leyó "El discurso de Abraham Lincoln en Gettysburg" varias veces y, conmovido, escribió una traducción a la "lengua de lenguas". Este texto sería el prototipo de su propia lengua construida, que llamó "Panamane" en honor a su país. Después de seis años de desarrollo, finalizó dos manuscritos donde delineaba su lengua, en inglés y español respectivamente. Sin embargo, la impresión de la lengua no se hizo realidad hasta 1936, gracias a los sacrificios de Amador y su esposa.
A pesar de los esfuerzos de Amador, el Panamane no alcanzó mucha notoriedad durante los primeros treinta años de su publicación, siendo eclipsado por sus predecesores y sucesores, incluyendo el Esperanto. Paulo Rónai, en su obra sobre el tema, señala que más que una lengua planificada, el Panamane representa una "búsqueda sin fin"; una utopía que aspira no solo a ser una lengua auxiliar, sino a ser una auténtica lengua universal que supere y suplante a todas las anteriores. Rodrigo Miró, por su parte, añade que el proyecto muestra la "intimidad desequilibrada pero amable" de Amador, no solo como lingüista, sino también como artista.

## Descripción lingüística

### Fonología
El panamane cuenta con 22 consonantes y 6 vocales. Las vocales cumplen su sonido completo y no se vuelven en semivocales. La "y" antes de una vocal permite el sonido semivocálico [j], formando diptongos en el proceso.
En su mayoría, las palabras son graves, es decir, el acento tónico recae en la penúltima sílaba. Sin embargo, hay excepciones cuando se utiliza la letra "h" como sufijo para marcar el acento en otra sílaba para volverla aguda o esdrújula, así como el uso de los dígrafos "ff" y "ss" al final de una palabra para marcar el acento agudo. Además, ciertos sufijos, como el sufijo adverbial "-aam", se omiten del conteo de sílabas para indicar cuál sílaba lleva el acento, como sucede con el sufijo "-mente" en castellano.
Los fonemas consonánticos del panamane son los siguientes:
|             | Labial | Dental | Alveolar | Palato- alveolar | Velar | Uvular | Glotal |
| ----------- | ------ | ------ | -------- | ---------------- | ----- | ------ | ------ |
| oclusiva    | p b    |        | t d      |                  |       | k g    |        |
| nasal       | m      |        | n        | ɲ                |       |        |        |
| africada    |        |        |          | t͡ʃ               |       |        |        |
| fricativa   | f      | θ      | s z      | ʃ ʒ              |       |        | h      |
| africada    |        |        |          | dʒ               |       |        |        |
| aproximante |        |        | l ɫ      |                  | j     | w      |        |
En cuanto a las vocales, se encuentran los siguientes fonemas:
|             | anterior | posterior |
| ----------- | -------- | --------- |
| cerrada     | i        | u         |
| semicerrada | e ø      | o         |
| abierta     | a        |           |

### Alfabeto
El panamane cuenta con 26 letras: a, b, c, d, e, f, g, h, i, j, k, l, m, n, o, p, q, r, s, t, u, v, w, x, y, z. De estas, sin embargo, se utilizan solo 23, siendo las letras excluidas la c, la q y la v.
La pronunciación de /e/ varía:
a) Es muda al final de una palabra cuando es precedida por una consonante (excepto "y"): panamane, othore
b) Como [e] al final de una palabra cuando es precedida por una vocal: paskae, soe
c) Como [e] en todos los demás casos: befrénder, efuso
La pronunciación de /h/ varía:
a) Es muda al inicio de algunas palabras de origen romance: hombel, hugos
b) Cuando aparece en la antepenúltima sílaba de una palabra, precedida por una vocal y seguida por una consonante, además de permanecer muda, marca el acento esdrújulo: dihjiti, Amehrika
c) Como [h] en los demás casos: hoindy, hund
La pronunciación de /y/ varía:
a) Como [eː] al final de una palabra: dinaunsy, Edimburgensy
b) Como [j] en todos los demás casos: ayotimene, esya

#### Dígrafos
Los dígrafos empleados en el panamane son los siguientes:
- /ch/ que representa el sonido [tʃ], excepto en ciertas palabras de origen griego donde se pronuncia como [k].
- /eu/ se pronuncia como [œ].
- /jn/ se pronuncia como [ɲ].
- /ll/ al final de una palabra se pronuncia como [ɫ].
- /ph/ se pronuncia como [f].
- /sh/ se pronuncia como [ʃ].
- /th/ se pronuncia como [θ].

Adicional a esto, cuando /ye/ aparece en la última sílaba de una palabra, sea por sí mismo o en la formación /ye/, su pronunciación hipotética [je]/ se simplifica a una [eː]: barbárye, barbáryen.
Por otra parte, aquellas letras que aparecen duplicadas en una palabra, salvo que sean dígrafos en contexto, tienen la función de representar a los sonidos dobles en el caso de consonantes, como /mm/ correspondiendo a [m.m], y a sonidos largos en el caso de vocales, siendo /aa/, /ee/ y /uu/ correspondientes a [a:], [e:] y [u:], respectivamente.

### Fonotáctica
El panamane tiene las siguientes reglas de división silábica:
- Las vocales puras se separan en sílabas distintas:
  - Ejemplos: abianty (/a.biˈan.te/), abau (/aˈba.u/), abiuser (/a.biˈu.ser/)

- Las semivocales pueden formar diptongos (VS, SV) y triptongos (SVS):
  - Ejemplos: addjos (/ˈad.djos/), aferukye (/a.feˈru.kje/), furya (/ˈfu.rja/)

- Si hay una combinación VSV (dígase, "uja", "aje", "ewa", "awo"), la sílaba empieza en SV:
  - Ejemplos: payetah (/pa.jeˈta/), fuyaje (/fuˈjaʒ/)

- La consonante intervocálica siempre sigue a la vocal:
  - Ejemplos: abashos (/aˈba.ʃos/), abisher (/aˈbi.ʃer/)

- Si una consonante se repite, se divide en dos sílabas:
  - Ejemplos: addjos (/ˈad.djos/), Gressya (/ˈgres.sja/)

- Si hay dos consonantes entre vocales, la primera queda con la vocal anterior y la segunda sigue a la vocal:
  - Ejemplos: artiku (/arˈti.ku/), avanzer (/aˈvan.zer/)
    - No obstante, en los grupos consonánticos "bl", "br", "dr", "fl", "fr", "gl", "gr", "kl", "kr", "pl", "pr", "ʃr", "tr", las dos consonantes seguirán la vocal:
      - Ejemplos: ekranker (/eˈkran.ker/), imbroglyu (/imˈbro.glju/)

- Si hay tres consonantes entre vocales, sucederá uno de los siguientes escenarios:

a) Si no hay un grupo consonántico "bl", "br", "dr", "fl", "fr", "gl", "gr", "kl", "kr", "pl", "pr", "ʃr", "tr", quedan divididos en VCC-CV:
Ejemplo: konstansya (/konsˈtan.sja/)
b) Si hay un grupo consonántico "bl", "br", "dr", "fl", "fr", "gl", "gr", "kl", "kr", "pl", "pr", "ʃr", "tr", se dividen en VC-CCV:
Ejemplo: imbroglyu (/imˈbro.glju/)
- La vocal puede formar sílaba por sí sola (no así la consonante):
  - Ejemplos: fekaer (/feˈka.er/), konfidante (/kon.fiˈdant/)

- Cuando hay dos consonantes iniciales, se mantienen juntas salvo que la primera sea una S o una ʃ:
  - Ejemplos: sprenger (/sˈpren.ger/), ssenter (/sˈsen.ter/), shlagu (/ʃˈla.gu/), shtelu (/ʃˈte.lu/)

### Sintaxis
El inglés proporciona toda la estructura esencial del Panamane y muchas de sus idiosincrasias, como las dos formas de formar el comparativo y el superlativo, el paralelismo del you y del thou, modismos como Oh mother of mine! (¡Oh, madre mía!, que se convierte en Oh máder da máin!) y el verbo de negación con el apóstrofo, calcando la frase I shouldn’t have en I súdo’n aber.
Además, tomó ciertas decisiones estrictamente para dar "flexibilidad, elegancia y carácter" al lenguaje. Por ejemplo, no contento con los dos genitivos del inglés, como en los ejemplos the work of my father y my father's work, agregó el genitivo del alemán, lo que permite decir "el trabajo de mi padre" de tres maneras diferentes, sin diferencia de sentido:
- le óppu da mái pader
- mái páderes óppu
- le óppu máines páderes

Asimismo, copió fielmente los tiempos más supercompuestos del sistema conjugacional:
- Inglés: I oughtn't have been teaching
- Panamane: I ótto'n ab séro teshéndo.
- Español: Yo no debí haber estado enseñando.

Igualmente, el adverbio there con sus dos sentidos: uno indeterminado y otro determinado:
- Inglés: There are many birds there.
- Panamane: Der sont multi sossy dáe.
- Español: Hay muchos pájaros allí.

Siguiendo los sesgos ingleses, la derivación también sigue el modelo del inglés:
- Inglés: A whitehaired lady
- Panamane: Un biankuhaárud damy
- Español: Una señora de cabellos blancos

- Inglés: A wagonful of garbage
- Panamane: Un vagone-funda da garbo
- Español: Un vagón lleno de basura.

En el apartado romance, Amador tomó prestado del español el "falso reflexivo" (construcciones como yo me voy), el superlativo absoluto terminado en -ísimo y el "superlativo paradójico", mientras que, del francés, tomó el adverbio negativo redundante pas.